# Доморосов, Михаил Михайлович
Михаил Михайлович Доморосов (род. 5 марта 1955) — советский белорусский легкоатлет, специалист по толканию ядра. Выступал в конце 1970-х — середине 1980-х годов, бронзовый призёр чемпионата СССР, победитель первенств всесоюзного и республиканского значения. Представлял Могилёв и Минск, спортивные общества «Локомотив» и «Трудовые резервы». Мастер спорта СССР международного класса. Тренер по лёгкой атлетике.

## Биография
Михаил Доморосов родился 5 марта 1955 года. Занимался лёгкой атлетикой в Могилёве и Минске под руководством заслуженного тренера Белорусской ССР Владимира Ивановича Сивцова, выступал за добровольные спортивные общества «Локомотив» и «Трудовые резервы».
Впервые заявил о себе на всесоюзном уровне в сезоне 1979 года, когда принял участие в чемпионате страны в рамках VII летней Спартакиады народов СССР в Москве — в зачёте толкания ядра с результатом 19,24 закрыл десятку сильнейших.
В 1980 году в той же дисциплине одержал победу на всесоюзном турнире в Юрмале.
В 1981 году на чемпионате СССР в Москве выиграл бронзовую медаль, толкнув ядро на 19,56 метра.
В 1982 году с результатом 20,62	отметился победой на всесоюзном турнире в Донецке.
В 1983 году одержал победу на всесоюзных соревнованиях в Днепропетровске.
В 1984 году стал серебряным призёром на соревнованиях в Минске, установив при этом личный рекорд в толкании ядра в помещении — 20,22 метра. Помимо этого, занял восьмое место на Мемориале братьев Знаменских в Сочи, шестое место на всесоюзном турнире в Киеве, тогда как на турнире в Стайках установил личный рекорд на открытом стадионе — 21,44 метра.
В 1985 году победил на соревнованиях в помещении в Минске, взял бронзу на зимнем чемпионате СССР в Кишинёве.
В 1986 году выиграл серебряную медаль на турнире в помещении в Минске.
За выдающиеся спортивные достижения удостоен почётного звания «Мастер спорта СССР международного класса».
Впоследствии работал тренером по лёгкой атлетике в Могилёвской области, подготовил участника Олимпийских игр Дмитрия Сивакова.